# Jonathan Craig
Pour les articles homonymes, voir Craig.
Jonathan Craig, pseudonyme de Frank E. Smith, né en 1919 à Santa Barbara en Californie et mort le 14 septembre 1984, est un écrivain américain, auteur de roman policier, de roman gothique et de western.

## Biographie
Ses parents émigrent à Kansas City pendant la Grande Dépression et, son père étant gravement malade, il doit, dès 1934, subvenir aux besoins de sa famille. Il fait plusieurs petits boulots mais termine ses études en 1936. Il travaille comme employé de bureau ainsi qu'au Kansas City Star. Avant la Seconde Guerre mondiale, il devient fonctionnaire du gouvernement fédéral à Washington puis est mobilisé dans la Marine de 1942 à 1946 où il devient chef de la section recherche et analyse du Pentagone au département de la Défense. En qualité de conseiller, il accompagne le président Truman lors de la conférence de Potsdam en 1945.
Il commence ensuite une carrière d’écrivain et il quitte en 1952 l’administration pour se consacrer à plein temps à la littérature.
Il publie à partir de 1949 plusieurs nouvelles westerns pour des pulps qui se consacrent à ce genre. Sa première nouvelle policière, Dirge for a Nude, et son premier roman noir Read-Headed Sinner paraissent en 1953. Peu à peu, la publication de nouvelles westerns s'estompe au profit de nouvelles policières. En 1955, il commence une série de procédure policière avec deux policiers new-yorkais du commissariat de Greenwich Village, Peter Stelby et Stan Ryder, héros de neuf romans. Il écrit plus de quatre cent cinquante nouvelles et une douzaine de romans reprenant souvent ses anciennes nouvelles.
Sous le pseudonyme de Jennifer Hale, il a écrit une douzaine de romans gothiques et, sous de nombreux pseudonymes dont il ne se souvient pas, de nombreux westerns.
En 1972, en collaboration avec Richard Posner il écrit un récit historique sur la pègre new-yorkaise The New Crime Book.

## Œuvre

### Romans

#### SérieSelby et Ryder
- The Dead Darling, 1955
  - La pendue est trop belle, Inter-police no 15, 1960
- Morgue for Venus, 1956
  - Départ à zéro, Un mystère no 391, 1958
- Case of the Golden Coquette, 1957
  - Perte sans profit, Un mystère no 392, 1958
- The Case of the Beautiful Body, 1957
  - Chantages parfumés, Un mystère no 432, 1958
- Case of Petticoat Murder, 1958
- Case of the Nervous Nude, 1959
  - Nue comme un ver, Inter-Police no 61, 1961
- Case of the Village Tramp, 1959
- Case of the Laughing Virgin, 1960
- Case of the Silent Stranger, 1964
  - En catimini, Série noire no 946, 1965
- Case of the Brazen Beauty, 1966
  - Elle était si jolie, Le Masque no 1422, 1976

#### Autres romans policiers
- Read-Headed Sinner, 1953
- Alley Girl / The Renegade Cop, 1954
  - Le Renégat, Série noire no 758, 1963
- Come Night, Come Evil, 1957
  - Touchez pas aux nymphettes, Inter-police no 7, 1959 ; réédition, collection Tonnerre no 3, 1966
- So Young, So Wicked, 1957
  - Trop jeune pour mourir, Un mystère no 404, 1958
- The New Crime Book, 1972
  - Le Bled aux méchants, Série noire no 1594, 1973
  - New York Crime Blues, Série noire no 1598, 1973

#### Romans gothiques signés Jennifer Hale
- Ravensridge, 1971
- House of Stangers, 1972
- The Secret of Devil's Cave, 1973
- The House on Key Diablo, 1974
- Beyond the Dark, 1978

### Nouvelles

#### Nouvelles signées Jonathan Craig
- Traitor to the Badge, 1949
- Don't Stain That Badge!, 1950
- Hot-Lead Hellion, 1951
- Murder Boogie-Woogie ou Murder - Maestro Please!, 1951
- Tinhorn's Last Gamble, 1951
- Lawman, Drag That Iron!, 1951
- Six-Shooter Dirge, 1951
- Brand Her Bad!, 1952
- Gunhawk, 1952
- Death of an Idol, 1953
- Gun-Meeting at Midnight, 1953
- Desert Rats Die Hard, 1953
- Dirge for a Nude, 1953
- Honkatonk Angel, 1953
- The Gunless Wonder, 1953
- Slow Poison, 1953
- Panic on Mad Dog Mesa, 1953
- Services Rendered, 1953
  - Paiement en nature, Suspense no 8, novembre 1956, rééditée sous le titre Services rendus dans Histoires de femmes fatales, Pocket no 3222, 1989
- Perfect Escape, 1953
- Tight, 1953
- The Corpse Came Back, 1953
- The Scrapbook, 1953
  - L'Album, Suspense no 9, décembre 1956
- The Bobby-Soxer, 1953
- Honkatonk Hussy, 1953
- Kid Stuff, 1953
  - Amour d'enfant ?, Suspense no 14, mai 1957, rééditée sous le titre L'Étoffe des gamins dans Mômes, sweet mômes, Pocket no 3235, 1990
- The Bobby Soxer, 1953
  - Rien qu'une gosse, Suspense no 6, septembre 1956, Magazine du mystère no 2, janvier 1977
- One Skull Too Many, 1953
- The Quiet Room, 1953
  - Cellule insonorisée, Suspense no 20, novembre 1957
- To Beautiful to Burn, 1953
- The Velvet Squeeze ou The Velvet Vise, 1954
- The Right One, 1954
- Last Stage for Bloody Sky, 1954
- Identity Unknow, 1954
- Night Watch, 1954
  - À bout portant, Suspense no 15, juin 1957, rééditée dans le recueil Suspense à tombeau ouvert, Club du livre policier no 34, 1965
- The Dead Darling, 1954
  - Morte la belle, Suspense no 5, août 1956
- In the Shadows, 1954
- The Man from Yesterday, 1954
- The Purple Collar, 1954
- The Red Tears, 1954
- The Floater, 1955
  - La Noyée du fleuve, Suspense no 2, mai 1956
- Classification: Homicide, 1955
- The Trouble at Three-Mile, 1955
- The Punisher, 1955
- The Imposters, 1955
  - Les Imposteurs, Suspense no 11, février 1957
- The Lady in Question, 1955
  - Tant va la cruche à l'eau, Suspense no 17, août 1957
- The Babysitter, 1955
  - Fruit vert, Suspense no 7, octobre 1956
- Cast Off, 1955
  - Pour en finir, Suspense no 13, avril 1957
- The Spoilers, 1955
- The Man Between, 1955
- The Cheater, 1956
- The Temptress, 1956
  - La Tentatrice, Anthologie du suspense no 1, 1964 ; rééditée sous le titre Belle et bien morte, dans Histoires pleines de dommages et d'intérêts, Le Livre de poche no 9608, 1993
- A Lady of Talent, 1956
- So Much Per Body, 1956
  - Aux pièces, Suspense no 23, février 1958
- Sunday's Slaughter, 1957
- You'll Have to Kill Me First, 1957
- Stop Calling me "Mister", 1957
  - La Quatrième Fois, dans le recueil Histoires à faire froid dans le dos, Pocket no 2115, 1983
- Execution at Eleven, 1957
- Remember Biff Bailey?, 1957
- The Challenge, 1957
- Red Wine, 1957
- Kitchen Kill, 1957 
  - Crime imparfait, Thriller no 9, mai 1983
- The Rolleiflex Murder, 1959
- Bus to Chattanooga, 1964
  - La Fille de Chattanooga, Alfred Hitchcock magazine no 49, mai 1965, rééditée sous le  titre Le Bus de Chattanooga dans Histoires qui font tilt, Pocket no 2365, 1985
- The Killer from Echo Rock, 1964
- The Baby, 1964
- This Day's Evil, 1964
  - Une affaire empoisonnante, dans le recueil Histoires ténébreuses, Pocket no 2821, 1987
- Poor Maude, 1965
- Beholder, 1966
- The Natural Nothing, 1966
- Hour of the Cobra, 1966
- Tough Chippe, 1966
- The Prodigy, 1966
- Scarbook, 1966
- The Past is Dead, 1966
- The Late Unlamented, 1966
  - Sans regrets, Alfred Hitchcock magazine no 101, octobre 1969, rééditée dans Histoires avec pleurs et couronnes, Le Livre de poche no 6943, 1991
- All the Loose Women, 1966
  - La Tête dans le four, Alfred Hitchcock magazine no 138, novembre 1972
- The Coffee Maker, 1966
- Top Man, 1966
  - Une place au sommet, Mystère magazine no 233, juin 1967
- Last Night's Evil, 1967
  - De quoi vous rendre malade, Alfred Hitchcock magazine no 86, juin 1968
- The Man Must Die, 1967
  - Ce matin même, Anthologie du suspense no 5, 1967, rééditée dans Histoires déroutantes, Le Livre de poche no 6849, 1990
- As Long as You Die, 1967
- Call Me Nick, 1968
  - Appelez-moi Nick, Alfred Hitchcock magazine no 93, février 1969, rééditée dans Histoires qui virent au noir,  Pocket no 2367, 1987
- The Guiltstone Dagger, 1969
- Hellbound, 1969
- Just Before Midnight, 1969
- Six Skinny Coffins, 1969
  - Six cercueils étroits, Alfred Hitchcock magazine no 112, septembre 1970
- Early One Sunday Morning, 1969
  - L'Aube d'un dimanche, Alfred Hitchcock magazine no 121, juin 1971
- Cold Night on Lake Lenore, 1970
- The Girl in Gold, 1970
  - Une femme en lamé or, Alfred Hitchcock magazine no 120, mai 1971, rééditée dans Histoires à vous glacer le sang, Pocket no 2117, 1984
- Yesterday's Evil, 1971
  - Retour au pays, Histoires noires pour nuits blanches, Pocket no 2363, 1986
- Strange Encounters, 1972
- Case of the Laughing Virgin, 1974
- A Very Special Gift, 1974
- A Great Sense of Humor, 1974

#### Nouvelles signées Frank E. Smith
- Gunsmoke Deadline, 1950
- Six-Gun Be Damned!, 1950
- Taming of Snkefinger Sam, 1950

#### Nouvelles signées Carl Jacobi
- The Jade Scarlotti, 1948
- The Spanish Camera, 1950
- The Legation Cigar, 1957
  - Un cigare qui en dit long, Le Saint détective magazine no 49, mars 1959, signée Carl Jacobi
- The Commission of Captain Lace, 1958
- McIver's Fancy, 1976
- I Model My Soul, 1986

#### Nouvelles signées Grant Colby
- Assault, 1953
  - Agression, Suspense no 5, août 1956
- The Stalkers, 1954
  - Traqué, Suspense no 6, septembre 1956
- Panic, 1955
  - Panique, Suspense no 1, avril 1956, rééditée dans le recueil  Histoires d'agresseurs, Pocket no 3223, 1989, signée Jonathan Craig
- The Keys of Kai, 1967
  - Les Clés de Kai, Le Saint détective magazine no 149, juillet 1967, signée Carl Jacobi

#### Nouvelles signées Elston Barrett
- Holiday for Homicide, 1953
- Death Man's Blues, 1954
- Shack Road, 1954

## Sources
- Claude Mesplède (dir.), Dictionnaire des littératures policières, vol. 1 : A - I, Nantes, Joseph K, coll. « Temps noir », 2007, 1054 p. (ISBN 978-2-910-68644-4, OCLC 315873251).
- Claude Mesplède, Les années "Série noire" : bibliographie critique d'une collection policière, vol. 2 : 1959-1966, Amiens, Editions Encrage, coll. « Travaux » (no 17), 1993, 315 p. (ISBN 978-2-906-38943-4, OCLC 466468261)
- Claude Mesplède, Les années "Série noire" bibliographie critique d'une collection policière, t. 4 : 1972-1982, Amiens, Encrage, coll. « Travaux » (no 25), 1992 (ISBN 978-2-906-38963-2)
- Claude Mesplède, Les années "Série noire" bibliographie critique d'une collection policière, vol. 5 : 1982-1995, Amiens, Encrage, coll. « Travaux » (no 36), 2000
- Claude Mesplède et Jean-Jacques Schleret, SN, voyage au bout de la Noire : inventaire de 732 auteurs et de leurs œuvres publiés en séries Noire et Blème : suivi d'une filmographie complète, Paris, Futuropolis, 1982, 476 p. (OCLC 11972030)
- Jacques Baudou et Jean-Jacques Schleret, Le Vrai Visage du Masque, vol. 1, Paris, Futuropolis, 1984, 476 p. (OCLC 311506692)
- (en) John M. Reilly (Ed.), Twentieth-century crime and mystery writers, New York, St. Martin's Press, coll. « Twentieth-century writers of the English language », 1982 (réimpr. 1991), 2e éd., 1568 p. (ISBN 978-0-312-82417-4, OCLC 6688156), p. 207-209.
- Revue Énimagtika no 24, juin 1983